# Вулиця Владислава Бувалкіна
Вулиця Владислава Бувалкіна — вулиця в місті Одеса, розташована в Пересипському районі. Пролягає від вулиці Жоліо-Кюрі до кінця забудови (до ринку «Початок»).
Прилучаються проспект Князя Володимира Великого, Кримська, Семена Палія та Академіка Сахарова вулиці.

## Історія

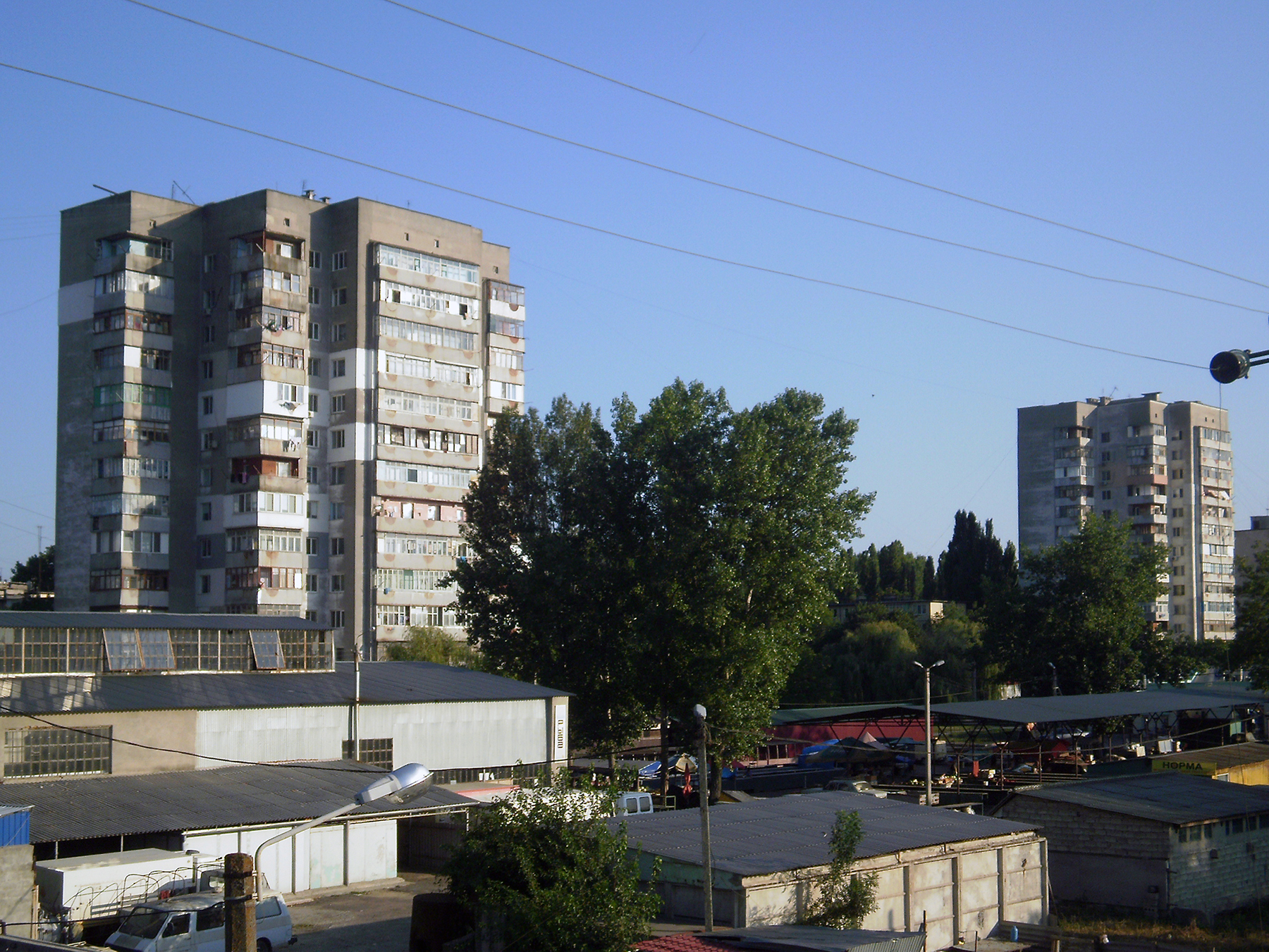
Вигляд на ринок «Північний» та забудову вул. Бувалкіна

Забудова сучасного селища Котовського розпочалося у 1965 році, а до 1977 року сформувалися майже усі сучасні вулиці. Первинно вони отримували назву ліній із нумерацією, а вул. Бувалкіна мала номер 37. Забудова сучасної вулиці Бувалкіна розпочалося зі зведення перших в Одесі дев'ятиповерхових панельних будинків у 1968 році, і пов'язано із розвитком Диткомбінату. Тоді вулиця отримала назву вулиця Генерала Бочарова, на честь радянського генерала-майора Леоніда Бочарова, який керував в Одесі партійно-політичною роботою військових частин.
У 1976 роках на перетині вулиць Бочарова і проспекту Добровольського (тепер — Князя Володимира Великого) було засновано Ринок «Північний», який став важливим інфраструктурним об'єктом району.
26 березня 2024 року вулицю перейменовано на Владислава Бувалкіна, на честь захисника України.